# Serie A2 2018-2019 (pallavolo femminile)
La Serie A2 2018-2019 si è svolta dal 7 ottobre 2018 al 19 maggio 2019: al torneo hanno partecipato diciotto squadre di club italiane.

## Regolamento

### Formula
Le diciotto squadre, suddivise in due gironi da nove (girone A e girone B), hanno disputato un girone all'italiana, con gare di andata e ritorno, per un totale di diciotto giornate; al termine della regular season:
- Le prime cinque classificate di ogni girone hanno avuto accesso alla pool promozione.
- Le ultime quattro classificate di ogni girone avuto accesso alla pool salvezza.

Entrambe le pool erano strutturate in gironi all'italiana, con gare di andata e ritorno, dove le squadre hanno mantenuto sia i risultati sia i punti in classifica ottenuti dagli incontri già disputati nella prima fase con le squadre della stessa pool incontrate nella regular season (le sfide non vengono ripetute nella pool), per un totale di ulteriori 10 giornate per il Pool Promozione e di 8 giornate per il pool salvezza. Al termine della seconda fase:
- La prima classificata del pool promozione è promossa in Serie A1.
- Le classificate dal secondo al settimo posto nel pool promozione hanno acceduto ai play-off promozione, strutturati in quarti di finale (a cui non hanno partecipato la 2ª e la 3ª classificata), semifinali e finale, con il primo turno giocato con gare di andata e ritorno (quest'ultimo disputato in casa della migliore classificata) ed eventuale golden set in caso di parità di punti dopo le due partite (coi punteggi di 3-0 e 3-1 sono stati assegnati 3 punti alla squadra vincente e 0 a quella perdente, col punteggio di 3-2 sono stati assegnati 2 punti alla squadra vincente e 1 a quella perdente) e quelli successivi giocati al meglio di due vittorie su tre gare, con gara-1 ed eventuale spareggio in casa della migliore classificata: la vincitrice è promossa in Serie A1[2].
- Le ultime tre classificate del pool salvezza sono retrocesse in Serie B1[3].

### Criteri di classifica
Se il risultato finale è stato di 3-0 o 3-1 sono stati assegnati 3 punti alla squadra vincente e 0 a quella sconfitta, se il risultato finale è stato di 3-2 sono stati assegnati 2 punti alla squadra vincente e 1 a quella sconfitta.
L'ordine del posizionamento in classifica è stato definito in base a:
- Punti;
- Numero di partite vinte;
- Ratio dei set vinti/persi;
- Ratio dei punti realizzati/subiti.

## Squadre partecipanti
Le squadre neopromosse dalla Serie B1 sono state il Cutrofiano, 
la Libertas Martignacco, il Pinerolo e il San Lazzaro, vincitrici della regular season, e l'Academy Sassuolo, vincitrice dei play-off promozione, mentre le squadre retrocesse dalla Serie A1 sono state il Filottrano e la SAB.
Delle squadre aventi il diritto di partecipazione:
- Il Filottrano è stato ripescato in Serie A1.
- Il Club Italia, per volere della FIPAV, è stato ripescato in Serie A1.
- Il Cuneo Granda ha acquistato il titolo sportivo dal River ed è stato ammesso in Serie A1; il Cuneo Granda ha ceduto il titolo sportivo alla VolAlto Caserta, la quale è stata ammessa in Serie A2.
- Il San Lazzaro ha ceduto il titolo sportivo al Group Roma, il quale è stato ammesso in Serie A2.
- La SAB ha rinunciato all'iscrizione.

Per integrare l'organico delle squadre è stata ripescata il Marsala.

### Girone A
| Club                 | Stagione | Città       | Impianto               | Stagione precedente                                  |
| -------------------- | -------- | ----------- | ---------------------- | ---------------------------------------------------- |
| Due Principati       | dettagli | Baronissi   | PalaCapriglia          | 12ª in Serie A2                                      |
| Group Roma           | dettagli | Roma        | Pala Di Fiore          | 5ª in Serie B1 (girone D)                            |
| Hermaea              | dettagli | Olbia       | Geopalace              | 13ª in Serie A2                                      |
| Libertas Martignacco | dettagli | Martignacco | Palazzetto dello sport | 1ª in Serie B1 (girone B)                            |
| Mondovì              | dettagli | Mondovì     | PalaManera             | 3ª in Serie A2; quarti di finale play-off promozione |
| Pinerolo             | dettagli | Pinerolo    | Palazzetto dello sport | 1ª in Serie B1 (girone A)                            |
| Soverato             | dettagli | Soverato    | PalaScoppa             | 7ª in Serie A2; quarti di finale play-off promozione |
| VolAlto Caserta      | dettagli | Caserta     | PalaVignola            | 17ª in Serie A2                                      |
| Zambelli Orvieto     | dettagli | Orvieto     | PalaPapini             | 8ª in Serie A2; semifinali play-off promozione       |

### Girone B
| Club                  | Stagione | Città                     | Impianto               | Stagione precedente                                       |
| --------------------- | -------- | ------------------------- | ---------------------- | --------------------------------------------------------- |
| Academy Sassuolo      | dettagli | Sassuolo                  | PalaPaganelli          | 2ª in Serie B1 (girone C); vincitrice play-off promozione |
| Adolfo Consolini      | dettagli | San Giovanni in Marignano | Palazzetto dello Sport | 4ª in Serie A2; finale play-off promozione                |
| CUS Torino            | dettagli | Torino                    | PalaRuffini            | 10ª in Serie A2; quarti di finale play-off promozione     |
| Cutrofiano            | dettagli | Cutrofiano                | PalaCesari             | 1ª in Serie B1 (girone D)                                 |
| Marsala               | dettagli | Marsala                   | PalaBellina            | 16ª in Serie A2                                           |
| Montecchio Maggiore   | dettagli | Montecchio Maggiore       | PalaCollodi            | 14ª in Serie A2                                           |
| Olimpia Teodora       | dettagli | Ravenna                   | PalaCosta              | 11ª in Serie A2                                           |
| Trentino Rosa         | dettagli | Trento                    | PalaSanbapolis         | 6ª in Serie A2; quarti di finale play-off promozione      |
| Wealth Planet Perugia | dettagli | Perugia                   | PalaEvangelisti        | 15ª in Serie A2                                           |

## Torneo

### Regular season

#### Girone A

##### Risultati
| Prima giornata |                                        |          |                                   |
|                |                                        |          |                                   |
| Riposa:        | Pinerolo                               | Pinerolo | Pinerolo                          |
| 07-10          | Mondovì - Group Roma                   | 3-2      | 25-19, 25-12, 27-29, 21-25, 15-11 |
| 07-10          | Soverato - Hermaea                     | 3-1      | 25-19, 25-18, 20-25, 25-19        |
| 07-10          | Zambelli Orvieto - Due Principati      | 3-1      | 28-26, 25-23, 20-25, 25-18        |
| 07-10          | Libertas Martignacco - VolAlto Caserta | 3-0      | 26-24, 25-19, 25-17               |

| Seconda giornata |                            |                      |                            |
|                  |                            |                      |                            |
| Riposa:          | Libertas Martignacco       | Libertas Martignacco | Libertas Martignacco       |
| 14-10            | Due Principati - Mondovì   | 0-3                  | 17-25, 15-25, 18-25        |
| 14-10            | Hermaea - Zambelli Orvieto | 1-3                  | 17-25, 17-25, 25-18, 21-25 |
| 14-10            | VolAlto Caserta - Soverato | 0-3                  | 19-25, 23-25, 21-25        |
| 14-10            | Group Roma - Pinerolo      | 0-3                  | 19-25, 18-25, 20-25        |

| Terza giornata |                                 |         |                                   |
|                |                                 |         |                                   |
| Riposa:        | Hermaea                         | Hermaea | Hermaea                           |
| 21-10          | Zambelli Orvieto - Group Roma   | 3-0     | 25-23, 25-14, 25-21               |
| 21-10          | Pinerolo - Due Principati       | 3-2     | 25-18, 17-25, 18-25, 25-18, 15-12 |
| 21-10          | VolAlto Caserta - Mondovì       | 1-3     | 25-17, 22-25, 22-25, 21-25        |
| 21-10          | Libertas Martignacco - Soverato | 1-3     | 27-29, 25-11, 22-25, 18-25        |

| Quarta giornata |                                         |          |                                  |
|                 |                                         |          |                                  |
| Riposa:         | Soverato                                | Soverato | Soverato                         |
| 27-10           | Mondovì - Hermaea                       | 3-0      | 25-16, 25-11, 25-17              |
| 28-10           | Zambelli Orvieto - Libertas Martignacco | 3-0      | 25-18, 25-18, 25-23              |
| 28-10           | Pinerolo - VolAlto Caserta              | 0-3      | 21-25, 19-25, 20-25              |
| 28-10           | Group Roma - Due Principati             | 2-3      | 19-25, 20-25, 25-20, 25-19, 7-15 |

| Quinta giornata |                                  |                  |                                   |
|                 |                                  |                  |                                   |
| Riposa:         | Zambelli Orvieto                 | Zambelli Orvieto | Zambelli Orvieto                  |
| 01-11           | Mondovì - Pinerolo               | 3-0              | 26-24, 25-21, 25-23               |
| 01-11           | Group Roma - Soverato            | 1-3              | 25-22, 19-25, 24-26, 26-28        |
| 01-11           | Hermaea - Libertas Martignacco   | 1-3              | 25-17, 16-25, 15-25, 14-25        |
| 01-11           | Due Principati - VolAlto Caserta | 3-2              | 21-25, 25-19, 18-25, 25-23, 15-13 |

| Sesta giornata |                                       |            |                                   |
|                |                                       |            |                                   |
| Riposa:        | Group Roma                            | Group Roma | Group Roma                        |
| 04-11          | Soverato - Mondovì                    | 2-3        | 25-23, 19-25, 34-32, 21-25, 4-15  |
| 04-11          | Libertas Martignacco - Due Principati | 3-0        | 26-24, 29-27, 25-12               |
| 04-11          | VolAlto Caserta - Hermaea             | 3-0        | 25-19, 25-21, 25-13               |
| 04-11          | Pinerolo - Zambelli Orvieto           | 2-3        | 23-25, 23-25, 27-25, 25-21, 12-15 |

| Settima giornata |                                    |                |                                   |
|                  |                                    |                |                                   |
| Riposa:          | Due Principati                     | Due Principati | Due Principati                    |
| 11-11            | Mondovì - Libertas Martignacco     | 3-0            | 25-13, 25-17, 25-23               |
| 11-11            | Soverato - Pinerolo                | 3-2            | 13-25, 25-22, 19-25, 25-22, 15-11 |
| 11-11            | VolAlto Caserta - Zambelli Orvieto | 2-3            | 25-27, 25-19, 16-25, 25-14, 12-15 |
| 11-11            | Hermaea - Group Roma               | 3-0            | 25-18, 25-21, 25-22               |

| Ottava giornata |                                 |         |                            |
|                 |                                 |         |                            |
| Riposa:         | Mondovì                         | Mondovì | Mondovì                    |
| 18-11           | Zambelli Orvieto - Soverato     | 1-3     | 26-28, 21-25, 30-28, 12-25 |
| 18-11           | Due Principati - Hermaea        | 3-0     | 25-17, 25-21, 25-18        |
| 18-11           | Pinerolo - Libertas Martignacco | 1-3     | 13-25, 34-32, 28-30, 23-25 |
| 18-11           | Group Roma - VolAlto Caserta    | 0-3     | 24-26, 13-25, 22-25        |

| Nona giornata |                                   |                 |                                   |
|               |                                   |                 |                                   |
| Riposa:       | VolAlto Caserta                   | VolAlto Caserta | VolAlto Caserta                   |
| 25-11         | Mondovì - Zambelli Orvieto        | 2-3             | 19-25, 25-22, 25-23, 23-25, 10-15 |
| 25-11         | Soverato - Due Principati         | 3-2             | 25-23, 25-27, 25-22, 15-25, 17-15 |
| 25-11         | Hermaea - Pinerolo                | 3-2             | 25-21, 25-16, 16-25, 12-25, 15-11 |
| 25-11         | Libertas Martignacco - Group Roma | 3-2             | 25-19, 24-26, 22-25, 25-22, 15-13 |

| Decima giornata |                                        |          |                                   |
|                 |                                        |          |                                   |
| Riposa:         | Pinerolo                               | Pinerolo | Pinerolo                          |
| 02-12           | Group Roma - Mondovì                   | 1-3      | 25-27, 16-25, 25-13, 22-25        |
| 02-12           | Hermaea - Soverato                     | 0-3      | 22-25, 16-25, 21-25               |
| 02-12           | Due Principati - Zambelli Orvieto      | 2-3      | 25-20, 25-23, 15-25, 23-25, 13-15 |
| 02-12           | VolAlto Caserta - Libertas Martignacco | 3-0      | 25-16, 25-22, 25-21               |

| Undicesima giornata |                            |                      |                                  |
|                     |                            |                      |                                  |
| Riposa:             | Libertas Martignacco       | Libertas Martignacco | Libertas Martignacco             |
| 09-12               | Mondovì - Due Principati   | 3-1                  | 25-16, 25-19, 22-25, 25-22       |
| 09-12               | Zambelli Orvieto - Hermaea | 3-1                  | 25-16, 25-19, 16-25, 25-12       |
| 09-12               | Soverato - VolAlto Caserta | 1-3                  | 15-25, 25-23, 22-25, 19-25       |
| 09-12               | Pinerolo - Group Roma      | 2-3                  | 25-17, 19-25, 18-25, 25-9, 12-15 |

| Dodicesima giornata |                                 |         |                                   |
|                     |                                 |         |                                   |
| Riposa:             | Hermaea                         | Hermaea | Hermaea                           |
| 16-12               | Group Roma - Zambelli Orvieto   | 3-2     | 26-24, 32-34, 23-25, 25-19, 15-8  |
| 16-12               | Due Principati - Pinerolo       | 2-3     | 23-25, 25-27, 25-16, 25-20, 13-15 |
| 16-12               | Mondovì - VolAlto Caserta       | 3-2     | 20-25, 18-25, 25-20, 25-19, 15-13 |
| 16-12               | Soverato - Libertas Martignacco | 0-3     | 18-25, 22-25, 15-25               |

| Tredicesima giornata |                                         |          |                                   |
|                      |                                         |          |                                   |
| Riposa:              | Soverato                                | Soverato | Soverato                          |
| 22-12                | Hermaea - Mondovì                       | 1-3      | 22-25, 25-23, 25-27, 21-25        |
| 23-12                | Libertas Martignacco - Zambelli Orvieto | 2-3      | 25-19, 20-25, 25-16, 20-25, 12-15 |
| 23-12                | VolAlto Caserta - Pinerolo              | 3-0      | 25-14, 25-18, 25-13               |
| 23-12                | Due Principati - Group Roma             | 3-0      | 25-23, 25-18, 25-23               |

| Quattordicesima giornata |                                  |                  |                                   |
|                          |                                  |                  |                                   |
| Riposa:                  | Zambelli Orvieto                 | Zambelli Orvieto | Zambelli Orvieto                  |
| 26-12                    | Pinerolo - Mondovì               | 3-2              | 25-20, 25-20, 22-25, 25-27, 20-18 |
| 26-12                    | Soverato - Group Roma            | 3-0              | 25-14, 26-24, 25-20               |
| 26-12                    | Libertas Martignacco - Hermaea   | 3-0              | 25-9, 25-18, 25-23                |
| 26-12                    | VolAlto Caserta - Due Principati | 3-1              | 27-25, 29-31, 25-18, 25-12        |

| Quindicesima giornata |                                       |            |                                   |
|                       |                                       |            |                                   |
| Riposa:               | Group Roma                            | Group Roma | Group Roma                        |
| 30-12                 | Mondovì - Soverato                    | 1-3        | 25-17, 23-25, 21-25, 22-25        |
| 30-12                 | Due Principati - Libertas Martignacco | 2-3        | 25-20, 25-16, 24-26, 15-25, 12-15 |
| 30-12                 | Hermaea - VolAlto Caserta             | 0-3        | 19-25, 20-25, 13-25               |
| 29-12                 | Zambelli Orvieto - Pinerolo           | 3-1        | 25-19, 20-25, 25-19, 25-17        |

| Sedicesima giornata |                                    |                |                                   |
|                     |                                    |                |                                   |
| Riposa:             | Due Principati                     | Due Principati | Due Principati                    |
| 06-01               | Libertas Martignacco - Mondovì     | 1-3            | 25-23, 22-25, 17-25, 23-25        |
| 06-01               | Pinerolo - Soverato                | 3-1            | 18-25, 25-21, 25-13, 25-13        |
| 06-01               | Zambelli Orvieto - VolAlto Caserta | 1-3            | 25-9, 23-25, 20-25, 24-26         |
| 06-01               | Group Roma - Hermaea               | 3-2            | 22-25, 13-25, 25-18, 25-19, 19-17 |

| Diciassettesima giornata |                                 |         |                                   |
|                          |                                 |         |                                   |
| Riposa:                  | Mondovì                         | Mondovì | Mondovì                           |
| 20-01                    | Soverato - Zambelli Orvieto     | 3-2     | 23-25, 25-21, 12-25, 25-23, 15-11 |
| 20-01                    | Hermaea - Due Principati        | 0-3     | 18-25, 15-25, 13-25               |
| 20-01                    | Libertas Martignacco - Pinerolo | 3-2     | 25-11, 24-26, 13-25, 25-18, 15-10 |
| 20-01                    | VolAlto Caserta - Group Roma    | 3-0     | 25-18, 25-16, 25-12               |

| Diciottesima giornata |                                   |                 |                            |
|                       |                                   |                 |                            |
| Riposa:               | VolAlto Caserta                   | VolAlto Caserta | VolAlto Caserta            |
| 27-01                 | Zambelli Orvieto - Mondovì        | 3-1             | 27-25, 25-21, 23-25, 25-21 |
| 27-01                 | Due Principati - Soverato         | 3-1             | 22-25, 26-24, 25-22, 25-20 |
| 27-01                 | Pinerolo - Hermaea                | 3-1             | 29-31, 25-11, 25-19, 25-23 |
| 27-01                 | Group Roma - Libertas Martignacco | 3-1             | 32-30, 15-25, 26-24, 25-21 |

##### Classifica
| Pos. | Squadra              | Pt | G  | V  | P  | SV | SP | Ratio | PF    | PS    | Ratio |
| ---- | -------------------- | -- | -- | -- | -- | -- | -- | ----- | ----- | ----- | ----- |
| 1    | Mondovì              | 35 | 16 | 12 | 4  | 42 | 23 | 1,826 | 1 509 | 1 375 | 1,097 |
| 2    | Zambelli Orvieto     | 33 | 16 | 12 | 4  | 42 | 27 | 1,556 | 1 552 | 1 463 | 1,061 |
| 3    | VolAlto Caserta      | 33 | 16 | 10 | 6  | 37 | 21 | 1,762 | 1 338 | 1 183 | 1,131 |
| 4    | Soverato             | 31 | 16 | 11 | 5  | 38 | 26 | 1,462 | 1 416 | 1 433 | 0,988 |
| 5    | Libertas Martignacco | 25 | 16 | 9  | 7  | 32 | 29 | 1,103 | 1 377 | 1 303 | 1,057 |
| 6    | Due Principati       | 21 | 16 | 6  | 10 | 31 | 35 | 0,886 | 1 427 | 1 434 | 0,995 |
| 7    | Pinerolo             | 20 | 16 | 6  | 10 | 30 | 38 | 0,789 | 1 445 | 1 459 | 0,990 |
| 8    | Group Roma           | 12 | 16 | 4  | 12 | 20 | 43 | 0,465 | 1 296 | 1 459 | 0,888 |
| 9    | Hermaea              | 6  | 16 | 2  | 14 | 14 | 44 | 0,318 | 1 112 | 1 363 | 0,816 |

      Qualificata alla pool promozione.
      Qualificata alla pool salvezza.

#### Girone B

##### Risultati
| Prima giornata |                                         |            |                                   |
|                |                                         |            |                                   |
| Riposa:        | CUS Torino                              | CUS Torino | CUS Torino                        |
| 07-10          | Adolfo Consolini - Trentino Rosa        | 3-0        | 25-18, 25-17, 25-20               |
| 07-10          | Marsala - Montecchio Maggiore           | 3-2        | 24-26, 19-25, 25-23, 25-22, 15-11 |
| 08-10          | Wealth Planet Perugia - Olimpia Teodora | 3-1        | 23-25, 25-19, 25-10, 25-21        |
| 07-10          | Academy Sassuolo - Cutrofiano           | 3-1        | 23-25, 25-19, 25-21, 25-20        |

| Seconda giornata |                                    |                  |                                   |
|                  |                                    |                  |                                   |
| Riposa:          | Adolfo Consolini                   | Adolfo Consolini | Adolfo Consolini                  |
| 13-10            | Trentino Rosa - Marsala            | 3-0              | 25-20, 25-21, 25-23               |
| 14-10            | Olimpia Teodora - CUS Torino       | 3-1              | 25-22, 25-19, 23-25, 25-18        |
| 14-10            | Montecchio Maggiore - A. Sassuolo  | 1-3              | 22-25, 25-17, 18-25, 14-25        |
| 14-10            | Cutrofiano - Wealth Planet Perugia | 3-2              | 25-23, 15-25, 25-22, 22-25, 15-10 |

| Terza giornata |                                         |         |                            |
|                |                                         |         |                            |
| Riposa:        | Marsala                                 | Marsala | Marsala                    |
| 21-10          | Trentino Rosa - Olimpia Teodora         | 3-1     | 25-21, 24-26, 25-23, 25-20 |
| 21-10          | CUS Torino - Cutrofiano                 | 3-0     | 25-15, 25-20, 25-20        |
| 21-10          | Montecchio Maggiore - W. Planet Perugia | 1-3     | 17-25, 12-25, 25-17, 27-29 |
| 21-10          | Academy Sassuolo - Adolfo Consolini     | 3-0     | 25-20, 25-19, 25-21        |

| Quarta giornata |                                       |               |                            |
|                 |                                       |               |                            |
| Riposa:         | Trentino Rosa                         | Trentino Rosa | Trentino Rosa              |
| 28-10           | Cutrofiano - Adolfo Consolini         | 1-3           | 25-21, 16-25, 21-25, 15-25 |
| 27-10           | Olimpia Teodora - Montecchio Maggiore | 3-0           | 25-23, 25-16, 25-17        |
| 27-10           | Wealth Planet Perugia - CUS Torino    | 3-0           | 25-23, 25-17, 25-20        |
| 28-10           | Marsala - Academy Sassuolo            | 0-3           | 23-25, 13-25, 17-25        |

| Quinta giornata |                                          |            |                                  |
|                 |                                          |            |                                  |
| Riposa:         | Cutrofiano                               | Cutrofiano | Cutrofiano                       |
| 01-11           | Adolfo Consolini - Wealth Planet Perugia | 3-1        | 25-19, 25-16, 22-25, 25-17       |
| 01-11           | CUS Torino - Marsala                     | 3-0        | 25-20, 25-20, 25-19              |
| 01-11           | Montecchio Maggiore - Trentino Rosa      | 0-3        | 20-25, 19-25, 19-25              |
| 01-11           | Academy Sassuolo - Olimpia Teodora       | 2-3        | 20-25, 25-21, 21-25, 25-23, 9-15 |

| Sesta giornata |                                    |                     |                            |
|                |                                    |                     |                            |
| Riposa:        | Montecchio Maggiore                | Montecchio Maggiore | Montecchio Maggiore        |
| 04-11          | Trentino Rosa - Cutrofiano         | 3-0                 | 25-14, 25-20, 25-20        |
| 04-11          | Olimpia Teodora - Adolfo Consolini | 1-3                 | 26-24, 27-29, 23-25, 17-25 |
| 04-11          | Marsala - Wealth Planet Perugia    | 1-3                 | 25-18, 17-25, 20-25, 17-25 |
| 04-11          | Academy Sassuolo - CUS Torino      | 3-1                 | 22-25, 25-17, 25-18, 25-18 |

| Settima giornata |                                        |                 |                                   |
|                  |                                        |                 |                                   |
| Riposa:          | Olimpia Teodora                        | Olimpia Teodora | Olimpia Teodora                   |
| 11-11            | Adolfo Consolini - Montecchio Maggiore | 3-2             | 20-25, 25-17, 17-25, 25-16, 15-9  |
| 11-11            | CUS Torino - Trentino Rosa             | 3-0             | 25-20, 25-13, 25-17               |
| 10-11            | Wealth Planet Perugia - A. Sassuolo    | 3-2             | 25-12, 22-25, 23-25, 26-24, 15-12 |
| 11-11            | Cutrofiano - Marsala                   | 3-0             | 25-23, 25-18, 25-17               |

| Ottava giornata |                                       |                  |                            |
|                 |                                       |                  |                            |
| Riposa:         | Academy Sassuolo                      | Academy Sassuolo | Academy Sassuolo           |
| 18-11           | Marsala - Adolfo Consolini            | 3-1              | 26-24, 27-25, 22-25, 25-17 |
| 17-11           | Trentino Rosa - Wealth Planet Perugia | 1-3              | 24-26, 19-25, 25-21, 23-25 |
| 18-11           | Cutrofiano - Olimpia Teodora          | 3-0              | 25-19, 25-18, 25-23        |
| 18-11           | CUS Torino - Montecchio Maggiore      | 3-0              | 25-13, 25-15, 25-16        |

| Nona giornata |                                  |                       |                            |
|               |                                  |                       |                            |
| Riposa:       | Wealth Planet Perugia            | Wealth Planet Perugia | Wealth Planet Perugia      |
| 25-11         | Adolfo Consolini - CUS Torino    | 3-0                   | 25-23, 25-22, 25-16        |
| 25-11         | Olimpia Teodora - Marsala        | 3-0                   | 25-21, 25-20, 25-21        |
| 25-11         | Montecchio Maggiore - Cutrofiano | 3-0                   | 27-25, 26-24, 25-23        |
| 25-11         | Academy Sassuolo - Trentino Rosa | 1-3                   | 13-25, 25-19, 20-25, 20-25 |

| Decima giornata |                                         |            |                                   |
|                 |                                         |            |                                   |
| Riposa:         | CUS Torino                              | CUS Torino | CUS Torino                        |
| 02-12           | Trentino Rosa - Adolfo Consolini        | 3-1        | 22-25, 25-18, 25-19, 25-17        |
| 02-12           | Montecchio Maggiore - Marsala           | 3-0        | 26-24, 25-18, 25-22               |
| 02-12           | Olimpia Teodora - Wealth Planet Perugia | 2-3        | 22-25, 25-17, 20-25, 25-23, 11-15 |
| 02-12           | Cutrofiano - Academy Sassuolo           | 3-0        | 25-21, 25-20, 25-20               |

| Undicesima giornata |                                    |                  |                            |
|                     |                                    |                  |                            |
| Riposa:             | Adolfo Consolini                   | Adolfo Consolini | Adolfo Consolini           |
| 09-12               | Marsala - Trentino Rosa            | 1-3              | 13-25, 19-25, 25-23, 17-25 |
| 08-12               | CUS Torino - Olimpia Teodora       | 3-0              | 25-20, 26-24, 25-22        |
| 09-12               | Academy Sassuolo - Montecchio M.   | 3-1              | 25-20, 25-23, 20-25, 28-26 |
| 09-12               | Wealth Planet Perugia - Cutrofiano | 1-3              | 20-25, 25-14, 22-25, 21-25 |

| Dodicesima giornata |                                       |         |                                   |
|                     |                                       |         |                                   |
| Riposa:             | Marsala                               | Marsala | Marsala                           |
| 15-12               | Olimpia Teodora - Trentino Rosa       | 2-3     | 13-25, 23-25, 36-34, 25-21, 15-17 |
| 16-12               | Cutrofiano - CUS Torino               | 0-3     | 21-25, 22-25, 22-25               |
| 16-12               | Wealth Planet Perugia - Montecchio M. | 3-0     | 25-18, 31-29, 25-21               |
| 16-12               | Adolfo Consolini - Academy Sassuolo   | 3-0     | 25-15, 25-23, 25-16               |

| Tredicesima giornata |                                       |               |                                   |
|                      |                                       |               |                                   |
| Riposa:              | Trentino Rosa                         | Trentino Rosa | Trentino Rosa                     |
| 23-12                | Adolfo Consolini - Cutrofiano         | 3-1           | 22-25, 25-17, 25-16, 25-22        |
| 23-12                | Montecchio Maggiore - Olimpia Teodora | 3-2           | 25-23, 22-25, 25-20, 20-25, 18-16 |
| 23-12                | CUS Torino - Wealth Planet Perugia    | 3-0           | 25-21, 25-22, 25-21               |
| 23-12                | Academy Sassuolo - Marsala            | 3-0           | 25-21, 25-11, 25-17               |

| Quattordicesima giornata |                                          |            |                                   |
|                          |                                          |            |                                   |
| Riposa:                  | Cutrofiano                               | Cutrofiano | Cutrofiano                        |
| 26-12                    | Wealth Planet Perugia - Adolfo Consolini | 3-1        | 25-22, 27-25, 18-25, 25-12        |
| 26-12                    | Marsala - CUS Torino                     | 0-3        | 23-25, 22-25, 24-26               |
| 26-12                    | Trentino Rosa - Montecchio Maggiore      | 2-3        | 25-19, 20-25, 20-25, 25-14, 10-15 |
| 26-12                    | Olimpia Teodora - Academy Sassuolo       | 3-0        | 25-22, 25-17, 25-20               |

| Quindicesima giornata |                                    |                     |                                   |
|                       |                                    |                     |                                   |
| Riposa:               | Montecchio Maggiore                | Montecchio Maggiore | Montecchio Maggiore               |
| 30-12                 | Cutrofiano - Trentino Rosa         | 2-3                 | 23-25, 20-25, 25-15, 25-20, 14-16 |
| 30-12                 | Adolfo Consolini - Olimpia Teodora | 3-2                 | 25-22, 18-25, 27-25, 18-25, 15-8  |
| 29-12                 | Wealth Planet Perugia - Marsala    | 3-0                 | 25-22, 25-17, 25-13               |
| 30-12                 | CUS Torino - Academy Sassuolo      | 3-0                 | 25-17, 25-18, 25-19               |

| Sedicesima giornata |                                        |                 |                                   |
|                     |                                        |                 |                                   |
| Riposa:             | Olimpia Teodora                        | Olimpia Teodora | Olimpia Teodora                   |
| 06-01               | Montecchio Maggiore - Adolfo Consolini | 3-2             | 27-29, 23-25, 25-20, 25-22, 15-13 |
| 06-01               | Trentino Rosa - CUS Torino             | 3-0             | 25-22, 25-21, 25-23               |
| 06-01               | Academy Sassuolo - W. Planet Perugia   | 1-3             | 22-25, 21-25, 25-23, 17-25        |
| 06-01               | Marsala - Cutrofiano                   | 1-3             | 25-22, 15-25, 25-27, 18-25        |

| Diciassettesima giornata |                                       |                  |                                   |
|                          |                                       |                  |                                   |
| Riposa:                  | Academy Sassuolo                      | Academy Sassuolo | Academy Sassuolo                  |
| 20-01                    | Adolfo Consolini - Marsala            | 3-2              | 20-25, 23-25, 25-15, 25-22, 15-11 |
| 20-01                    | Wealth Planet Perugia - Trentino Rosa | 3-2              | 26-24, 22-25, 25-13, 8-25, 15-12  |
| 20-01                    | Olimpia Teodora - Cutrofiano          | 3-1              | 25-15, 18-25, 25-22, 25-15        |
| 20-01                    | Montecchio Maggiore - CUS Torino      | 1-3              | 25-27, 25-18, 24-26, 22-25        |

| Diciottesima giornata |                                  |                       |                                   |
|                       |                                  |                       |                                   |
| Riposa:               | Wealth Planet Perugia            | Wealth Planet Perugia | Wealth Planet Perugia             |
| 27-01                 | CUS Torino - Adolfo Consolini    | 3-2                   | 20-25, 25-23, 25-18, 24-26, 15-13 |
| 27-01                 | Marsala - Olimpia Teodora        | 0-3                   | 21-25, 21-25, 13-25               |
| 27-01                 | Cutrofiano - Montecchio Maggiore | 1-3                   | 25-15, 17-25, 25-27, 19-25        |
| 27-01                 | Trentino Rosa - Academy Sassuolo | 3-0                   | 25-23, 25-20, 25-20               |

##### Classifica
| Pos. | Squadra               | Pt | G  | V  | P  | SV | SP | Ratio | PF    | PS    | Ratio |
| ---- | --------------------- | -- | -- | -- | -- | -- | -- | ----- | ----- | ----- | ----- |
| 1    | Wealth Planet Perugia | 34 | 16 | 12 | 4  | 40 | 24 | 1,667 | 1 454 | 1 338 | 1,087 |
| 2    | Trentino Rosa         | 33 | 16 | 11 | 5  | 38 | 23 | 1,652 | 1 381 | 1 286 | 1,074 |
| 3    | CUS Torino            | 32 | 16 | 11 | 5  | 35 | 18 | 1,944 | 1 231 | 1 147 | 1,073 |
| 4    | Adolfo Consolini      | 29 | 16 | 10 | 6  | 37 | 28 | 1,321 | 1 459 | 1 383 | 1,055 |
| 5    | Olimpia Teodora       | 24 | 16 | 7  | 9  | 32 | 31 | 1,032 | 1 413 | 1 384 | 1,021 |
| 6    | Academy Sassuolo      | 23 | 16 | 7  | 9  | 27 | 31 | 0,871 | 1 262 | 1 285 | 0,982 |
| 7    | Cutrofiano            | 18 | 16 | 6  | 10 | 25 | 34 | 0,735 | 1 273 | 1 335 | 0,954 |
| 8    | Montecchio Maggiore   | 17 | 16 | 6  | 10 | 26 | 37 | 0,703 | 1 344 | 1 438 | 0,935 |
| 9    | Marsala               | 6  | 16 | 2  | 14 | 11 | 45 | 0,244 | 1 127 | 1 348 | 0,836 |

      Qualificata alla pool promozione.
      Qualificata alla pool salvezza.

#### Pool promozione

##### Risultati
| Prima giornata |                                          |     |                                   |
|                |                                          |     |                                   |
| 10-02          | Adolfo Consolini - Mondovì               | 2-3 | 25-22, 25-15, 20-25, 22-25, 12-15 |
| 10-02          | Libertas Martignacco - W. Planet Perugia | 0-3 | 21-25, 16-25, 20-25               |
| 10-02          | Soverato - CUS Torino                    | 3-0 | 25-23, 25-18, 25-23               |
| 10-02          | VolAlto Caserta - Trentino Rosa          | 3-2 | 25-15, 22-25, 25-27, 25-19, 15-12 |
| 10-02          | Olimpia Teodora - Zambelli Orvieto       | 3-2 | 20-25, 25-23, 25-20, 18-25, 15-13 |

| Seconda giornata |                                         |     |                            |
|                  |                                         |     |                            |
| 17-02            | Mondovì - Olimpia Teodora               | 3-0 | 28-26, 25-22, 33-31        |
| 16-02            | Wealth Planet Perugia - VolAlto Caserta | 3-1 | 21-25, 25-20, 25-15, 25-13 |
| 17-02            | CUS Torino - Libertas Martignacco       | 3-0 | 25-15, 25-23, 25-17        |
| 17-02            | Trentino Rosa - Soverato                | 3-1 | 25-16, 21-25, 25-18, 25-18 |
| 17-02            | Zambelli Orvieto - Adolfo Consolini     | 3-1 | 25-23, 25-18, 27-29, 25-20 |

| Terza giornata |                                        |     |                                   |
|                |                                        |     |                                   |
| 23-02          | CUS Torino - Mondovì                   | 3-1 | 27-25, 25-20, 21-25, 25-20        |
| 24-02          | Wealth Planet Perugia - Soverato       | 3-1 | 25-19, 25-18, 22-25, 25-15        |
| 23-02          | Olimpia Teodora - Libertas Martignacco | 3-2 | 28-30, 25-22, 16-25, 25-16, 15-11 |
| 24-02          | Adolfo Consolini - VolAlto Caserta     | 3-1 | 25-22, 21-25, 25-21, 25-11        |
| 24-02          | Trentino Rosa - Zambelli Orvieto       | 3-0 | 25-22, 25-17, 25-23               |

| Quarta giornata |                                      |     |                                   |
|                 |                                      |     |                                   |
| 03-03           | Mondovì - Wealth Planet Perugia      | 1-3 | 18-25, 25-19, 21-25, 20-25        |
| 03-03           | Soverato - Adolfo Consolini          | 3-0 | 25-22, 25-15, 25-19               |
| 03-03           | Zambelli Orvieto - CUS Torino        | 2-3 | 17-25, 25-21, 25-18, 19-25, 13-15 |
| 03-03           | VolAlto Caserta - Olimpia Teodora    | 1-3 | 23-25, 30-28, 19-25, 22-25        |
| 03-03           | Libertas Martignacco - Trentino Rosa | 1-3 | 20-25, 23-25, 25-22, 22-25        |

| Quinta giornata |                                          |     |                                   |
|                 |                                          |     |                                   |
| 09-03           | Trentino Rosa - Mondovì                  | 3-1 | 25-16, 22-25, 25-21, 25-18        |
| 10-03           | Wealth Planet Perugia - Zambelli Orvieto | 2-3 | 25-22, 25-16, 24-26, 20-25, 20-22 |
| 09-03           | CUS Torino - VolAlto Caserta             | 3-0 | 25-23, 25-22, 25-21               |
| 10-03           | Adolfo Consolini - Libertas Martignacco  | 3-0 | 25-12, 25-16, 26-24               |
| 10-03           | Olimpia Teodora - Soverato               | 0-3 | 20-25, 18-25, 27-29               |

| Sesta giornata |                                        |     |                                   |
|                |                                        |     |                                   |
| 17-03          | Mondovì - Adolfo Consolini             | 2-3 | 18-25, 26-24, 27-25, 14-25, 10-15 |
| 16-03          | Wealth Planet Perugia - L. Martignacco | 3-0 | 25-23, 25-14, 25-21               |
| 17-03          | CUS Torino - Soverato                  | 3-0 | 25-19, 25-13, 25-19               |
| 17-03          | Trentino Rosa - VolAlto Caserta        | 3-2 | 21-25, 25-21, 17-25, 28-26, 15-13 |
| 17-03          | Zambelli Orvieto - Olimpia Teodora     | 1-3 | 21-25, 25-19, 20-25, 16-25        |

| Settima giornata |                                         |     |                                   |
|                  |                                         |     |                                   |
| 24-03            | Olimpia Teodora - Mondovì               | 2-3 | 24-26, 20-25, 25-15, 25-19, 12-15 |
| 24-03            | VolAlto Caserta - Wealth Planet Perugia | 3-2 | 23-25, 22-25, 25-20, 25-16, 15-9  |
| 24-03            | Libertas Martignacco - CUS Torino       | 0-3 | 23-25, 21-25, 20-25               |
| 24-03            | Soverato - Trentino Rosa                | 0-3 | 23-25, 20-25, 14-25               |
| 24-03            | Adolfo Consolini - Zambelli Orvieto     | 3-1 | 17-25, 25-23, 25-16, 25-23        |

| Ottava giornata |                                        |     |                                  |
|                 |                                        |     |                                  |
| 31-03           | Mondovì - CUS Torino                   | 1-3 | 21-25, 28-30, 25-13, 17-25       |
| 31-03           | Soverato - Wealth Planet Perugia       | 2-3 | 20-25, 25-17, 21-25, 25-20, 7-15 |
| 31-03           | Libertas Martignacco - Olimpia Teodora | 3-0 | 31-29, 25-22, 25-17              |
| 31-03           | VolAlto Caserta - Adolfo Consolini     | 3-0 | 25-20, 25-19, 25-18              |
| 31-03           | Zambelli Orvieto - Trentino Rosa       | 0-3 | 22-25, 25-27, 21-25              |

| Nona giornata |                                      |     |                                   |
|               |                                      |     |                                   |
| 07-04         | Wealth Planet Perugia - Mondovì      | 3-2 | 23-25, 26-24, 22-25, 25-13, 16-14 |
| 07-04         | Adolfo Consolini - Soverato          | 3-0 | 25-10, 25-21, 27-25               |
| 07-04         | CUS Torino - Zambelli Orvieto        | 1-3 | 25-20, 22-25, 14-25, 19-25        |
| 07-04         | Olimpia Teodora - VolAlto Caserta    | 0-3 | 22-25, 23-25, 26-28               |
| 07-04         | Trentino Rosa - Libertas Martignacco | 3-1 | 25-18, 25-19, 23-25, 28-26        |

| Decima giornata |                                          |     |                                   |
|                 |                                          |     |                                   |
| 14-04           | Mondovì - Trentino Rosa                  | 1-3 | 25-14, 17-25, 21-25, 21-25        |
| 14-04           | Zambelli Orvieto - Wealth Planet Perugia | 2-3 | 25-17, 22-25, 25-23, 20-25, 11-15 |
| 14-04           | VolAlto Caserta - CUS Torino             | 3-2 | 25-17, 27-29, 26-24, 29-31, 15-9  |
| 14-04           | Libertas Martignacco - Adolfo Consolini  | 3-0 | 26-24, 25-23, 26-24               |
| 14-04           | Soverato - Olimpia Teodora               | 3-1 | 25-19, 31-29, 24-26, 25-22        |

##### Classifica
| Pos. | Squadra               | Pt | G  | V  | P  | SV | SP | Ratio | PF    | PS    | Ratio |
| ---- | --------------------- | -- | -- | -- | -- | -- | -- | ----- | ----- | ----- | ----- |
| 1    | Wealth Planet Perugia | 39 | 18 | 14 | 4  | 47 | 28 | 1,679 | 1 672 | 1 556 | 1,075 |
| 2    | Trentino Rosa         | 39 | 18 | 13 | 5  | 44 | 26 | 1,692 | 1 599 | 1 518 | 1,053 |
| 3    | CUS Torino            | 32 | 18 | 11 | 7  | 37 | 27 | 1,370 | 1 455 | 1 416 | 1,028 |
| 4    | Adolfo Consolini      | 30 | 18 | 10 | 8  | 37 | 32 | 1,156 | 1 554 | 1 492 | 1,042 |
| 5    | Soverato              | 28 | 18 | 9  | 9  | 34 | 33 | 1,030 | 1 452 | 1 536 | 0,945 |
| 6    | VolAlto Caserta       | 24 | 18 | 8  | 10 | 34 | 38 | 0,895 | 1 595 | 1 585 | 1,006 |
| 7    | Zambelli Orvieto      | 24 | 18 | 8  | 10 | 36 | 41 | 0,878 | 1 686 | 1 683 | 1,002 |
| 8    | Mondovì               | 23 | 18 | 8  | 10 | 37 | 40 | 0,925 | 1 686 | 1 723 | 0,979 |
| 9    | Olimpia Teodora       | 17 | 18 | 5  | 13 | 27 | 46 | 0,587 | 1 636 | 1 705 | 0,960 |
| 10   | Libertas Martignacco  | 14 | 18 | 4  | 14 | 20 | 42 | 0,476 | 1 329 | 1 450 | 0,917 |

      Promossa in Serie A1.
      Qualificata alle semifinali play-off scudetto.
      Qualificata ai quarti di finale play-off scudetto.

#### Pool salvezza

##### Risultati
| Prima giornata |                                   |     |                                   |
|                |                                   |     |                                   |
| 10-02          | Hermaea - Cutrofiano              | 1-3 | 17-25, 21-25, 25-18, 24-26        |
| 09-02          | Montecchio Maggiore - Pinerolo    | 3-1 | 23-25, 26-24, 26-24, 25-20        |
| 10-02          | Due Principati - Academy Sassuolo | 3-0 | 25-22, 28-26, 25-16               |
| 10-02          | Marsala - Group Roma              | 3-2 | 19-25, 25-22, 19-25, 25-21, 15-13 |

| Seconda giornata |                                  |     |                                  |
|                  |                                  |     |                                  |
| 17-02            | Academy Sassuolo - Hermaea       | 3-0 | 25-16, 25-22, 25-22              |
| 17-02            | Group Roma - Montecchio Maggiore | 3-1 | 25-21, 25-21, 9-25, 25-19        |
| 17-02            | Cutrofiano - Due Principati      | 0-3 | 22-25, 20-25, 22-25              |
| 17-02            | Pinerolo - Marsala               | 2-3 | 25-21, 23-25, 20-25, 27-25, 9-15 |

| Terza giornata |                               |     |                            |
|                |                               |     |                            |
| 24-02          | Hermaea - Montecchio Maggiore | 0-3 | 19-25, 25-27, 19-25        |
| 24-02          | Due Principati - Marsala      | 1-3 | 25-22, 19-25, 24-26, 21-25 |
| 24-02          | Cutrofiano - Group Roma       | 3-0 | 25-22, 25-23, 26-24        |
| 24-02          | Academy Sassuolo - Pinerolo   | 3-1 | 25-23, 24-26, 25-20, 25-20 |

| Quarta giornata |                                      |     |                            |
|                 |                                      |     |                            |
| 03-03           | Montecchio Maggiore - Due Principati | 3-1 | 25-20, 21-25, 25-22, 25-22 |
| 03-03           | Marsala - Hermaea                    | 3-1 | 25-17, 17-25, 25-21, 25-17 |
| 03-03           | Pinerolo - Cutrofiano                | 3-0 | 25-14, 25-18, 25-21        |
| 03-03           | Group Roma - Academy Sassuolo        | 1-3 | 25-19, 18-25, 17-25, 21-25 |

| Quinta giornata |                                   |     |                                   |
|                 |                                   |     |                                   |
| 10-03           | Cutrofiano - Hermaea              | 3-0 | 25-16, 25-19, 25-18               |
| 10-03           | Pinerolo - Montecchio Maggiore    | 3-0 | 25-17, 25-21, 25-20               |
| 09-03           | Academy Sassuolo - Due Principati | 2-3 | 26-24, 23-25, 22-25, 25-16, 11-15 |
| 10-03           | Group Roma - Marsala              | 3-1 | 25-20, 22-25, 25-22, 27-25        |

| Sesta giornata |                                  |     |                                   |
|                |                                  |     |                                   |
| 17-03          | Hermaea - Academy Sassuolo       | 2-3 | 25-21, 25-21, 13-25, 14-25, 12-15 |
| 17-03          | Montecchio Maggiore - Group Roma | 3-0 | 25-23, 25-21, 25-20               |
| 17-03          | Due Principati - Cutrofiano      | 3-1 | 22-25, 25-20, 25-22, 28-26        |
| 17-03          | Marsala - Pinerolo               | 3-1 | 25-21, 23-25, 25-17, 25-22        |

| Settima giornata |                               |     |                            |
|                  |                               |     |                            |
| 24-03            | Montecchio Maggiore - Hermaea | 3-0 | 25-23, 25-21, 25-21        |
| 24-03            | Marsala - Due Principati      | 3-0 | 25-19, 27-25, 25-17        |
| 24-03            | Group Roma - Cutrofiano       | 1-3 | 28-26, 23-25, 27-29, 18-25 |
| 24-03            | Pinerolo - Academy Sassuolo   | 3-0 | 25-17, 25-17, 25-15        |

| Ottava giornata |                                      |     |                                   |
|                 |                                      |     |                                   |
| 31-03           | Due Principati - Montecchio Maggiore | 2-3 | 21-25, 25-23, 25-21, 21-25, 12-15 |
| 31-03           | Hermaea - Marsala                    | 0-3 | 20-25, 18-25, 25-27               |
| 31-03           | Cutrofiano - Pinerolo                | 3-0 | 25-16, 25-20, 25-18               |
| 31-03           | Academy Sassuolo - Group Roma        | 3-0 | 25-14, 25-20, 25-18               |

##### Classifica
| Pos. | Squadra             | Pt | G  | V  | P  | SV | SP | Ratio | PF    | PS    | Ratio |
| ---- | ------------------- | -- | -- | -- | -- | -- | -- | ----- | ----- | ----- | ----- |
| 1    | Academy Sassuolo    | 30 | 14 | 10 | 4  | 32 | 19 | 1,684 | 1 169 | 1 064 | 1,099 |
| 2    | Montecchio Maggiore | 27 | 14 | 9  | 5  | 32 | 20 | 1.600 | 1 202 | 1 157 | 1.039 |
| 3    | Due Principati      | 25 | 14 | 8  | 6  | 32 | 23 | 1,391 | 1 239 | 1 173 | 1,056 |
| 4    | Cutrofiano          | 24 | 14 | 8  | 6  | 27 | 21 | 1,286 | 1 127 | 1 079 | 1,044 |
| 5    | Pinerolo            | 22 | 14 | 7  | 7  | 30 | 26 | 1,154 | 1 229 | 1 177 | 1,044 |
| 6    | Marsala             | 21 | 14 | 8  | 6  | 26 | 27 | 0,963 | 1 163 | 1 194 | 0,974 |
| 7    | Group Roma          | 12 | 14 | 4  | 10 | 18 | 36 | 0,500 | 1 124 | 1 238 | 0,908 |
| 8    | Hermaea             | 7  | 14 | 2  | 12 | 13 | 38 | 0,342 | 1 018 | 1 189 | 0,856 |

      Retrocessa in Serie B1.

### Play-off promozione

#### Tabellone
|  | Quarti di finale | Quarti di finale | Quarti di finale | Quarti di finale |  |  | Semifinali | Semifinali       | Semifinali | Semifinali | Semifinali |  |     | Finale          | Finale           | Finale | Finale | Finale |
|  |                  |                  |                  |                  |  |  |            |                  |            |            |            |  |     |                 |                  |        |        |        |
|  |                  |                  |                  |                  |  |  | 2pp        | Trentino Rosa    | 3          | 0          | 1          |  |     |                 |                  |        |        |        |
|  |                  |                  |                  |                  |  |  | 2pp        | Trentino Rosa    | 3          | 0          | 1          |  |     |                 |                  |        |        |        |
|  |                  |                  |                  |                  |  |  | 6pp        | VolAlto Caserta  | 0          | 3          | 3          |  |     |                 |                  |        |        |        |
|  | 5pp              | Soverato         | 1                | 0                |  |  | 6pp        | VolAlto Caserta  | 0          | 3          | 3          |  |     |                 |                  |        |        |        |
|  | 5pp              | Soverato         | 1                | 0                |  |  |            |                  |            |            |            |  |     |                 |                  |        |        |        |
|  | 6pp              | VolAlto Caserta  | 3                | 3                |  |  |            |                  |            |            |            |  |     |                 |                  |        |        |        |
|  | 6pp              | VolAlto Caserta  | 3                | 3                |  |  |            |                  |            |            |            |  | 6pp | VolAlto Caserta | 3                | 1      | 3      |        |
|  |                  |                  |                  |                  |  |  |            |                  |            |            |            |  | 6pp | VolAlto Caserta | 3                | 1      | 3      |        |
|  |                  |                  |                  |                  |  |  |            |                  |            |            |            |  |     | 7pp             | Zambelli Orvieto | 0      | 3      | 1      |
|  |                  |                  |                  |                  |  |  |            |                  |            |            |            |  |     | 7pp             | Zambelli Orvieto | 0      | 3      | 1      |
|  |                  |                  |                  |                  |  |  |            |                  |            |            |            |  |     |                 |                  |        |        |        |
|  |                  |                  |                  |                  |  |  |            |                  |            |            |            |  |     |                 |                  |        |        |        |
|  |                  |                  |                  |                  |  |  | 3pp        | CUS Torino       | 2          | 1          |            |  |     |                 |                  |        |        |        |
|  |                  |                  |                  |                  |  |  | 3pp        | CUS Torino       | 2          | 1          |            |  |     |                 |                  |        |        |        |
|  |                  |                  |                  |                  |  |  | 7pp        | Zambelli Orvieto | 3          | 3          |            |  |     |                 |                  |        |        |        |
|  | 4pp              | Adolfo Consolini | 2                | 1                |  |  | 7pp        | Zambelli Orvieto | 3          | 3          |            |  |     |                 |                  |        |        |        |
|  | 4pp              | Adolfo Consolini | 2                | 1                |  |  |            |                  |            |            |            |  |     |                 |                  |        |        |        |
|  | 7                | Zambelli Orvieto | 3                | 3                |  |  |            |                  |            |            |            |  |     |                 |                  |        |        |        |
|  | 7                | Zambelli Orvieto | 3                | 3                |  |  |            |                  |            |            |            |  |     |                 |                  |        |        |        |

#### Risultati

##### Quarti di finale
| Gara 1 |                                     |     |                                  |
|        |                                     |     |                                  |
| 17-04  | Zambelli Orvieto - Adolfo Consolini | 3-2 | 25-15, 23-25, 18-25, 25-22, 15-8 |
| 17-04  | VolAlto Caserta - Soverato          | 3-1 | 22-25, 25-21, 28-26, 25-19       |

| Gara 2 |                                     |     |                            |
|        |                                     |     |                            |
| 20-04  | Adolfo Consolini - Zambelli Orvieto | 1-3 | 27-25, 21-25, 22-25, 19-25 |
| 20-04  | Soverato - VolAlto Caserta          | 0-3 | 15-25, 12-25, 16-25        |

##### Semifinali
| Gara 1 |                                 |     |                                   |
|        |                                 |     |                                   |
| 28-04  | Trentino Rosa - VolAlto Caserta | 3-0 | 25-19, 25-18, 32-30               |
| 29-04  | CUS Torino - Zambelli Orvieto   | 2-3 | 26-28, 25-13, 22-25, 25-19, 10-15 |

| Gara 2 |                                 |     |                            |
|        |                                 |     |                            |
| 01-05  | VolAlto Caserta - Trentino Rosa | 3-0 | 25-22, 26-24, 25-16        |
| 02-05  | Zambelli Orvieto - CUS Torino   | 3-1 | 25-19, 17-25, 25-22, 25-14 |

| Gara 3 |                                 |     |                            |
|        |                                 |     |                            |
| 05-05  | Trentino Rosa - VolAlto Caserta | 1-3 | 19-25, 25-15, 20-25, 23-25 |

##### Finale
| Gara 1 |                                    |     |                     |
|        |                                    |     |                     |
| 12-05  | VolAlto Caserta - Zambelli Orvieto | 3-0 | 25-15, 25-22, 25-18 |

| Gara 2 |                                    |     |                            |
|        |                                    |     |                            |
| 15-05  | Zambelli Orvieto - VolAlto Caserta | 3-1 | 25-19, 20-25, 28-26, 25-17 |

| Gara 3 |                                    |     |                            |
|        |                                    |     |                            |
| 19-05  | VolAlto Caserta - Zambelli Orvieto | 3-1 | 25-20, 23-25, 25-22, 25-22 |

## Statistiche
| Rendimento individuale | Rendimento individuale | Rendimento individuale | Rendimento individuale |
| Pos.                   | Nome                   | Punti                  | Squadra                |
| ---------------------- | ---------------------- | ---------------------- | ---------------------- |
| 1                      | Elisa Zanette          | 503                    | Mondovì                |
| 2                      | Irina Smirnova         | 497                    | Wealth Planet Perugia  |
| 3                      | Merete Lutz            | 454                    | Cutrofiano             |
| 4                      | Sofia D'Odorico        | 442                    | Zambelli Orvieto       |
| 5                      | Clara Decortes         | 438                    | Zambelli Orvieto       |
| 6                      | Alexandra Dascalu      | 419                    | Due Principati         |
| 7                      | Costanza Manfredini    | 418                    | Adolfo Consolini       |
| 8                      | Josephine Obossa       | 417                    | Academy Sassuolo       |
| 9                      | Lucia Bacchi           | 406                    | Olimpia Teodora        |
| 10                     | Alice Pamio            | 397                    | Montecchio Maggiore    |

NB: I dati sono riferiti esclusivamente alla regular season.